# Идоменеј
Идоменеј (грч. Ἰδομενεύς) је у грчкој митологији био моћни владар, који је владао над стотинама градова и целим Критом.

## Етимологија
Његово име можда има значење „онај који има знања“.

## Митологија
Био је Деукалионов син, унук Миноја и Пасифаје и тако племенитог порекла; он је био потомак и Зевса и Хелија. Вергилије у „Енејиди“ и Диодор су га називали Ликтије или Кносије због критских градова Ликта и Кнососа. Хомер у „Илијади“ и „Одисеји“, али и Паусанија, Аполодор и Хигин су га описали као човека изузетне лепоте, који је био један од просилаца лепе Хелене, па тако и у обавези да учествује у тројанском рату. Са Мерионом, сином свог полубрата Мола, на Троју је повео 80 бродова. Филострат је писао да док су грчки јунаци чекали у Аулиди, критски амбасадор је дошао Агамемнону са понудом да ће Идоменеј учествовати са стотину лађа уколико Агамемном подели своју команду са њим. Тај услов је био прихваћен. Иако је тада већ био у годинама, Идоменеј се показао као храбар ратник, који се борио са Дејфобом и Енејом и убио многе тројанске јунаке. У борби која је настала око Патрокловог леша, покушао је да се супротстави и Хектору, али се ипак повукао са бојног поља. Таблице које су пронађене и на Криту и на континенталном делу Грчке са именима грчких јунака, указују да су многи митови, попут овог о Идоменеју, формирали далеко пре пада Троје.
Постоји више предања о Идоменејевом повратку у домовину након разарања Троје. Према једном, он је био један од ретких јунака који се срећно вратио у домовину. Касније предање је говорило да његов повратак није био срећан. У његовом одсуству је Леук обешчастио његову супругу Меду, разорио десет критских градова и преузео власт на Криту. Такође је убио Меду и њену и Идоменејеву кћерку Клиситиру. Када је Идоменеј пристигао на острво, Леук га је протерао. Према другом предању, Идоменеја је на мору захварила страховита бура, па се Идоменеј заветовао Посејдону да ће му, уколико обезбеди да његове лађе стигну на одредиште, жртвовати прво што буде видео на свом острву. Море се стишало и бродови су пристали уз обале Крита, а Идоменеј је најпре угледао свога сина. Према једној верзији, краљ је испунио свој завет, а према другој, није. Међутим, у оба случаја, био је принуђен да напусти Крит. У првом јер су га прогнали због окрутности према рођеном сину, а у другом, јер је бесни бог на острво послао кугу. Зато је са својим људима отишао ка Италији и искрцао се на Салентинском рту у Калибрији. Ту је подигао више градова, као и храм богињи Атени. Одатле је отишао у Колофон, на азијској обали, где се скрасио крај храма Аполона Кларија до своје смрти. Сахрањен је на планини Керкаф. Према Диодору, његов гроб је приказиван на Кнососу, где су Мерион и он обожавани као хероји. Према Паусанији, његова статуа се налазила у Олимпији како држи штит на којем је петао, а коју је урадио Оната. Била је смештена заједно са сликама оних који су се борили против Хектора. Према Роберту Гревсу, Идоменеј је имао и шлем од зуба вепра, што је вероватно био „украс“ војсковође. Петао на његовом штиту је указивао на Идоменејево племенито порекло, односно бога Сунца Хелија или Зевса Велхана, а вероватно је Хомеров додатак, јер је кокошка доспела у Грчку тек око 6. века п. н. е. Првобитни знак је највероватније био мужјак јаребице.

## Тумачење
Када је Идоменеј требало да жртвује сина, постоји и могућност да га је зараза спречила, што је дало добар изговор Леуку да протера Идоменеја. Гревс је ово упоредио са сличним митолошким, али и библијским причама које су имале поуку да „небесима“ такве жртве нису биле по вољи. Први ватикански митограф је навео да је Идоменеј жртвовао заправо своју другу кћерку, а жртвовање принцезе уместо принца је представљало антиматријархалну реакцију која је била карактеристична за херојске саге.

## Друге личности
Аполодор је помињао Пријамовог сина са овим именом.